# لافونتين بيل أوتيرو
لافونتين بيل أوتيرو (بالإسبانية: Agustina del Carmen Otero y Iglesias )‏ (و. 1868 – 1965 م) هي ممثلة، ونجمة سينما، ومغنية، وبائعة هوى، وممثلة مسرحية إسبانية، ولدت في فالغا، بونتيفيدرا، توفيت في نيس، عن عمر يناهز 97 عاماً، بسبب نوبة قلبية.

## وصلات خارجية
- لافونتين بيل أوتيرو على موقع IMDb (الإنجليزية)
- لافونتين بيل أوتيرو على موقع مونزينجر (الألمانية)
- لافونتين بيل أوتيرو على موقع قاعدة بيانات الأفلام السويدية (السويدية)

- لافونتين بيل أوتيرو في قاعدة بيانات الأفلام على الإنترنت